# Nedanovce
Nedanovce es un municipio del distrito de Partizánske en la región de Trenčín, Eslovaquia, con una población estimada a final del año 2024 de 620 habitantes.
Se encuentra ubicado al sur de la región, cerca del río Nitra (cuenca hidrográfica del Danubio) y de la frontera con la región de Nitra.

## Demografía
| Año        | 1994 | 2004     | 2014    | 2024    |
| ---------- | ---- | -------- | ------- | ------- |
| Población  | 557  | 615      | 621     | 620     |
| Diferencia |      | +10,41 % | +0,97 % | −0,16 % |

| Año        | 2023 | 2024    |
| ---------- | ---- | ------- |
| Población  | 623  | 620     |
| Diferencia |      | −0,48 % |